# Marcos Pérez Jiménez
Marcos Evangelista Pérez Jiménez GCBDO (Táchira, 25 de abril de 1914 — Alcobendas, 20 de setembro de 2001) foi um militar e ditador da Venezuela entre 1950 e 1958, governando como membro da junta militar de 1950 a 1952 e como presidente de 1952 a 1958. Participou do golpe de Estado de 1948, passando a integrar a junta militar que assumiu o poder. Candidatou-se às eleições de 1952, mas a junta cancelou o processo eleitoral quando os resultados preliminares indicaram a vitória da oposição, declarando Jiménez como presidente provisório. Em 1953, promulgou uma nova constituição que lhe conferia poderes ditatoriais. Em 12 de agosto de 1955 foi agraciado com a Grã-Cruz da Banda das Duas Ordens, tendo sido o último agraciado.
Durante o governo de Pérez, o aumento dos preços do petróleo facilitou muitos projetos de obras públicas, incluindo estradas, pontes, edifícios governamentais e habitações públicas, bem como o rápido desenvolvimento de indústrias como a hidroelétrica, a mineira e a siderúrgica. A economia da Venezuela desenvolveu-se rapidamente enquanto Pérez esteve no poder. Por outro lado, Pérez presidiu a um dos governos mais repressivos da Venezuela. A polícia secreta do seu governo, a Dirección de Seguridad Nacional (Serviço de Segurança Nacional), reprimiu as críticas e prendeu os que se opunham ao seu governo.
Na sequência de manifestações públicas maciças a favor de reformas democráticas, Pérez foi deposto num golpe de Estado perpetrado por sectores descontentes das Forças Armadas da Venezuela, em 23 de janeiro de 1958. Pérez foi então exilado na República Dominicana e, mais tarde, em Miami, nos Estados Unidos, tendo-se depois estabelecido em Espanha sob a proteção do regime de Franco.

## Início de vida, educação e carreira
Marcos Evangelista Pérez Jiménez nasceu em Michelena, Estado de Táchira. O seu pai, Juan Pérez Bustamante, era agricultor; a sua mãe, Adela Jiménez, era uma professora de Cucuta na Colômbia. Pérez Jiménez frequentou a escola na sua cidade natal e na Colômbia e, em 1934, formou-se na Academia Militar da Venezuela, como o melhor da sua turma. Posteriormente, estudou na Escola Militar de Chorrillos, no Peru.
Em 1945, Pérez Jiménez participou num golpe que ajudou a instalar o fundador da Ação Democrática, Rómulo Betancourt, como Presidente da Junta do Governo Revolucionário. Este governo viria a ser conhecido como El Trienio Adeco. Após uma alteração constitucional que previa o sufrágio universal, realizaram-se eleições em 1947 que resultaram na eleição de um membro do partido, Rómulo Gallegos.

## Golpe de Estado de 1948
O receio de cortes nos salários dos soldados e a falta de equipamento militar modernizado levaram Pérez Jiménez e Carlos Delgado Chalbaud a dar outro golpe de Estado em 1948. Betancourt e Gallegos foram exilados, os partidos políticos foram suprimidos e o Partido Comunista foi mais uma vez banido pela junta militar chefiada por Delgado Chalbaud, Luis Felipe Llovera Páez e Pérez Jiménez.
Depois de um sequestro mal organizado que terminou com o assassinato de Delgado Chalbaud, a Junta Militar mudou o seu nome para Junta de Governo e reorganizou-se com Germán Suárez Flamerich assumindo a presidência de 1950 a 1952.

## Presidência
A junta convocou eleições para 1952, com o objetivo de eleger uma Assembleia Constituinte que elegeria um presidente e redigiria uma nova constituição. Os primeiros resultados mostravam que a oposição estava a caminho da vitória, levando a junta a suspender a contagem dos votos. Em 2 de dezembro de 1952, a junta divulgou os resultados “finais”, que mostravam que a “Frente Eleitoral Independente” (FEI), pró-junta, tinha obtido a maioria dos lugares na assembleia. No mesmo dia, a junta dissolveu-se e entregou o poder aos militares, que nomearam Marcos Pérez Jiménez como presidente provisório. A Assembleia Constituinte, composta apenas por delegados da FEI após um boicote da oposição, elegeu-o formalmente presidente em 19 de abril de 1953. Pouco tempo depois, foi promulgada uma Constituição que conferia ao Presidente poderes praticamente ilimitados para adotar as medidas que considerasse necessárias para proteger a segurança nacional, a paz e a ordem, transformando, para todos os efeitos, a presidência de Pérez Jiménez numa ditadura legal.
Pérez Jiménez (conhecido como “P.J.”) mudou o nome do país, que desde 1864 era “Estados Unidos da Venezuela”, para “República da Venezuela”. Este nome manteve-se até 1999, altura em que foi alterado para República Bolivariana da Venezuela através de um referendo constitucional. (em castelhano: República Bolivariana de Venezuela)
Durante seu governo, Venezuela atingiu altos níveis de desenvolvimento econômico, urbanístico, industrial e social, com o bolívar mantendo a maior valorização - porém, não superior, como erradamente se acredita - perante o dólar dos EUA na história do país. A repressão, geralmente a partidos políticos de esquerda como Ação Democrática ou o Partido Comunista, e que eventualmente atingiu quase todos os setores políticos do país, além de movimentos estudantis, se exacerbou ao longo de seu mandato.
O governo de Pérez Jiménez prosseguiu uma política de assimilação forçada dos povos indígenas na Venezuela e de eliminação da cultura indígena, com a ajuda de missionários católicos. O governo adotou a Convenção de Pátzcuaro, que criou o Instituto Interamericano do Índio, pró assimilação forçada, com o objetivo de colaborar com os governos latino-americanos para ajudar a forçar a assimilação dos povos indígenas nas nações da região.
Em 12 de novembro de 1954, Pérez foi agraciado com a Legião de Mérito pelo governo dos Estados Unidos. O capital estrangeiro e a imigração foram também muito promovidos durante a sua presidência, especialmente por parte das comunidades europeias, como as de origem espanhola, italiana e portuguesa. Pérez promoveu também vastos e ambiciosos programas de infra-estruturas, baseados na política do betão armado, com a construção de edifícios, grandes e modernas auto-estradas, que ligavam e renovavam os laços entre os Estados, e outras grandes obras que modernizaram grandemente o país.
Pérez Jiménez candidatou-se à reeleição em 1957. Naquele momento, a oposição já havia sido silenciada de tal forma que não seria possível uma derrota real nas urnas. Ainda assim, ele optou por não seguir o caminho tradicional. Em vez de eleições normais, organizou um plebiscito no qual os eleitores podiam apenas votar “sim” ou “não” para aprovar um novo mandato presidencial. Como era esperado, Pérez Jiménez foi declarado vencedor por ampla margem, embora diversos relatos apontem que a apuração foi flagrantemente fraudulenta.

## Queda do regime

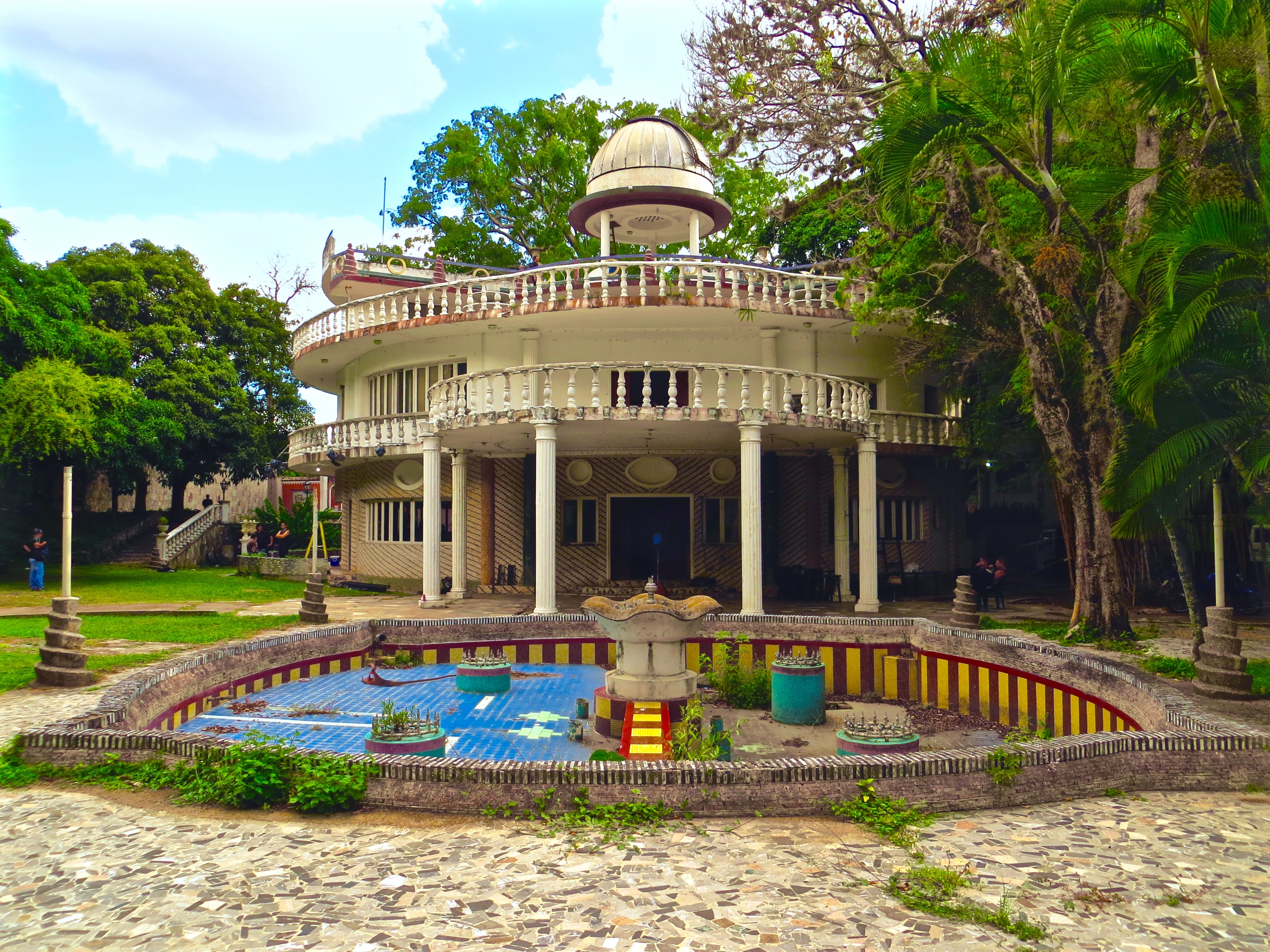
Uma das casas de Marcos Pérez Jiménez que que possuía fontes, uma piscina, um elevador, um observatório e túneis.

Uma das primeiras manifestações públicas contra o regime de Pérez Jiménez ocorreu em 1952, após o assassinato do líder da oposição Leonardo Ruiz Pineda. Durante uma cerimónia comemorativa em Nuevo Circo, Caracas, centenas de pessoas agitaram lenços durante um minuto de silêncio em sua homenagem.

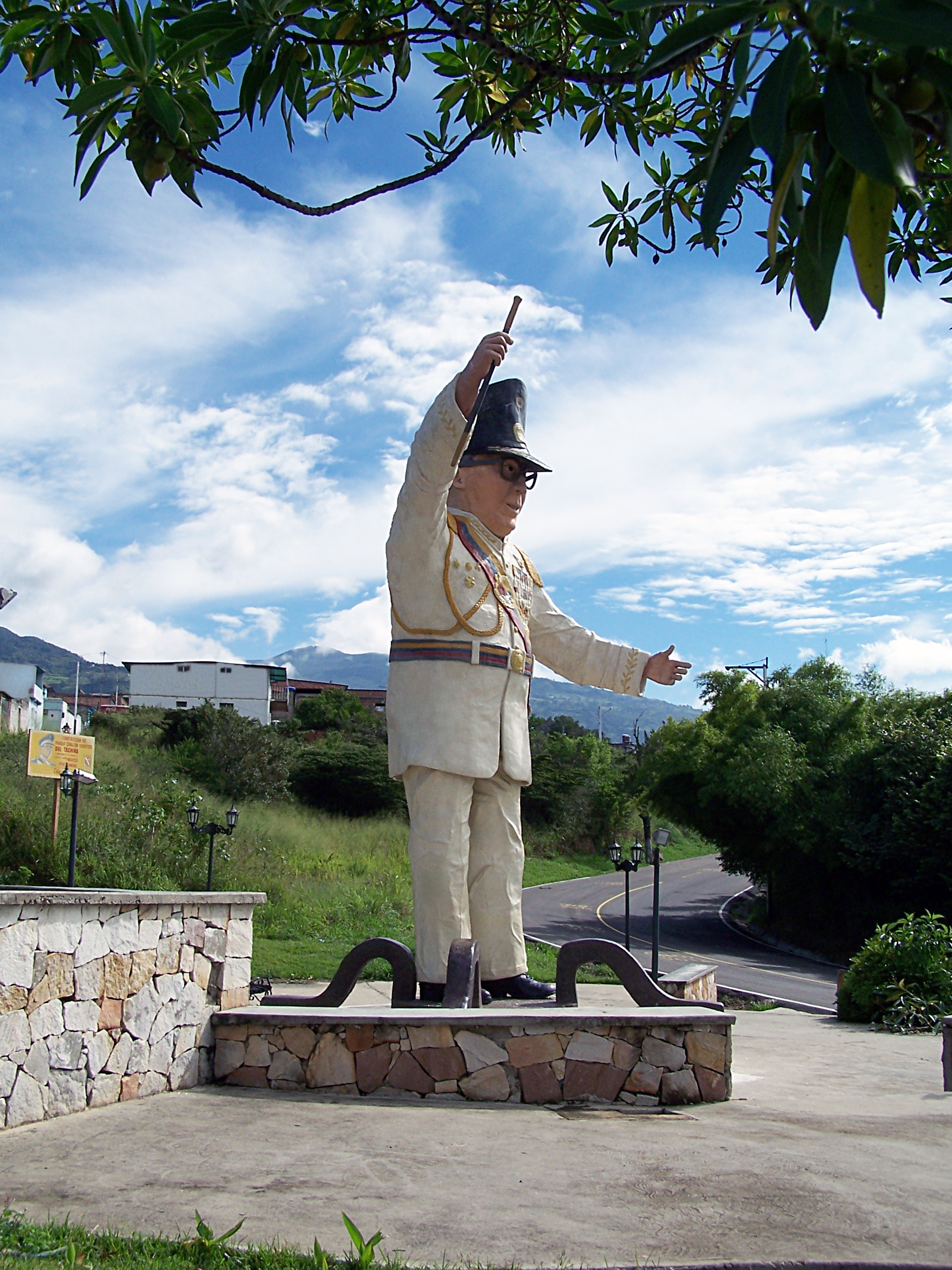
Estátua de Marcos Pérez Jiménez em Michelena, Táchira

Em 27 de março de 1957, Aaron Copland veio a Caracas para dirigir a primeira apresentação venezuelana do seu Lincoln Portrait. Um crítico do New York Times disse que a peça teve um “efeito mágico” no público. Como Copland recordou, “para surpresa de todos, o ditador reinante, que raramente se atrevia a ser visto em público, chegou no último momento possível”. Nessa noite, a atriz Juana Sujo interpretou as partes faladas da peça. Quando proferiu as palavras finais, “...que o governo do povo, pelo povo, para o povo (del pueblo, por el pueblo y para el pueblo) não pereça da terra”, o público levantou-se e começou a aplaudir e a gritar tão alto que Copland não conseguiu ouvir o resto da música.”
Em janeiro de 1958, houve uma revolta geral que conduziu ao golpe de Estado de 1958, que depôs Pérez; com tumultos nas ruas, o forçando a deixar o país, abrindo caminho à instauração da democracia na Venezuela. 

## Pós-presidência
Após deixar o poder, Pérez Jiménez exilou-se na República Dominicana e depois em Miami, Estados Unidos onde viveu até 1963, quando foi extraditado para a Venezuela para ser julgado sob a acusação de ter desviado 200 milhões de dólares durante o seu mandato presidencial relacionado com a Financiadora Administradora Inmobiliaria, S.A., uma das maiores empresas de desenvolvimento da América do Sul, e outras ligações comerciais. Esse caso é considerado pelos académicos como um estudo clássico sobre o precedente da aplicação da honestidade administrativa nos países da América Latina. Ao chegar à Venezuela, foi preso até o dia do seu julgamento, que só teve lugar cinco anos mais tarde. Condenado por desvio de fundos e condenado a quatro anos de prisão, foi libertado porque já tinha passado mais tempo na prisão enquanto aguardava o julgamento. Após sua soltura, foi exilado para a Espanha, acolhendo-se então sob a proteção do regime de Francisco Franco para estabelecer residência no país. No exílio consegue ser eleito democraticamente como senador pelo partido Cruzada Cívica Nacionalista nas eleições de 1968. Sua eleição foi contestada e ele foi impedido de tomar posse. Após isso, foi rapidamente aprovada uma lei que excluía os antigos prisioneiros da participação no processo governamental. Em 1972 busca a presidência para as eleições do ano seguinte, candidatura que foi legalmente rejeitada pelo poder eleitoral venezuelano. 
Pérez Jiménez morreu em Alcobendas, Madrid, Espanha, com 87 anos, em 20 de setembro de 2001.

## Legado
O período de Pérez Jiménez no poder é recordado historicamente como um governo de raízes nacionalistas. O seu governo baseou-se num pragmatismo ideológico caracterizado pela Doutrina do Bem-Estar Nacional, segundo a qual o regime expresso no Novo Ideal Nacional seria o farol filosófico para guiar as ações do governo.

O seu legado político, conhecido como perezjimenismo, foi mantido pelo partido Cruzada Cívica Nacionalista (CCN), que teve assento no Congresso de 1968 a 1978. Nos últimos anos tem-se assistido a um renascimento do perezjimenismo e do Novo Ideal Nacional, com numerosos grupos a rever e a defender o legado de Marcos Pérez Jiménez. Na política venezuelana, simboliza, juntamente com Juan Vicente Gómez, uma mentalidade de caudilho de direita.